# Теракт в штаб-квартире Türk Havacılık ve Uzay Sanayii
23 октября 2024 года пять человек погибли и 22 получили ранения в результате террористической атаки на штаб-квартиру Türk Havacılık ve Uzay Sanayii (TUSAŞ) в Кахраманказане близ Анкары. Позже двое нападавших подорвали себя. Через два дня ответственность за теракт взяла на себя Рабочая партия Курдистана.

## Предыстория
TUSAŞ — одна из крупнейших турецких компаний, специализирующаяся на оборонном и авиационном производстве. Занимается разработкой, проектированием и производством самолётов, вертолётов, беспилотников и космических спутников. Среди её проектов — TAI TF Kaan, первый в Турции истребитель отечественного производства. Атака произошла во время проведения в Стамбуле крупной выставки оборонной и аэрокосмической промышленности.
Нападение произошло на следующий день после того, как лидер ультраправой Партии националистического движения Девлет Бахчели, предположил, что Абдулле Оджалану, заключённому лидеру Рабочей партии Курдистана (РПК), может быть предоставлено условно-досрочное освобождение, если он согласится прекратить применение насилия и распустит свою группировку.

## Теракт

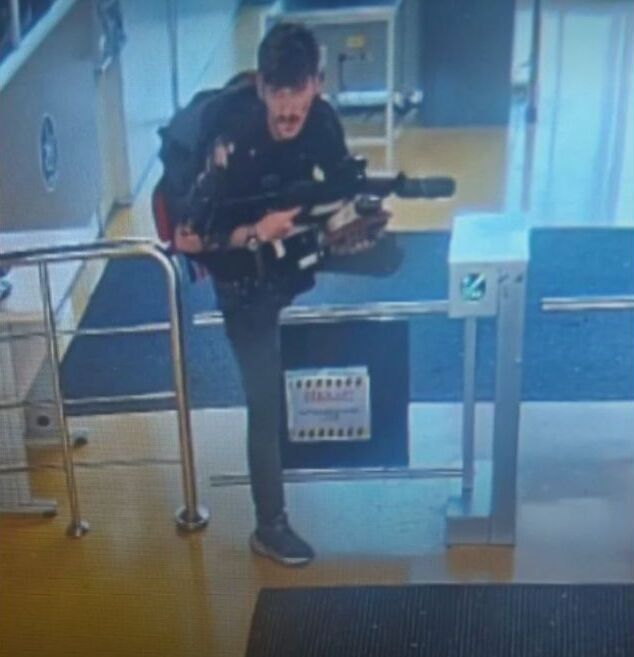
Один из террористов на кадре с камеры видеонаблюдения

Теракт был совершён около 16:00 по местному времени (UTC+03:00) в штаб-квартире TUSAŞ в Кахраманказане, в 40 километрах от Анкары. Двое нападавших прибыли на такси (тело убитого ими таксиста было затем найдено в багажнике машины), а затем привели в действие взрывное устройство рядом с ним и, заходя в комплекс, открыли огонь. Камеры видеонаблюдения зафиксировали, что один из нападавших был одет в штатское, с рюкзаком и штурмовой винтовкой в руках. Одна из нападавших была опознана как женщина. Позже на месте атаки вспыхнул сильный пожар. Персонал был эвакуирован, на место прибыли кареты скорой помощи и пожарные бригады. Сообщалось также о столкновениях на близлежащей автостоянке.
В результате теракта погибли по меньшей мере семь человек, включая двух нападавших и водителя такси, с которым они ехали. Ещё 22 человека получили ранения, один из которых находился в критическом состоянии, среди пострадавших семеро являются сотрудниками спецназа полиции. 

## Ответственность
Согласно правительству Турции, исполнителями теракта были члены РПК. Объявлено, что один из предполагаемых террористов, мужчина, родился в 1992 году в Бейтюшшебапе, Ширнак. Позднее он идентифицирован как Али Орек по кличке Рожгер. Позже опознали и женщину как Мине Севджин Альчичек. При нападении были использованы автоматы АКС-74У с оптическим прицелом, которые часто используются РПК.
Через два дня после теракта Рабочая партия Курдистана взяла на себя ответственность за нападение на штаб-квартиру Turkish Aerospace Industries, заявив, что теракт был спланировано давно. 

## Реакция

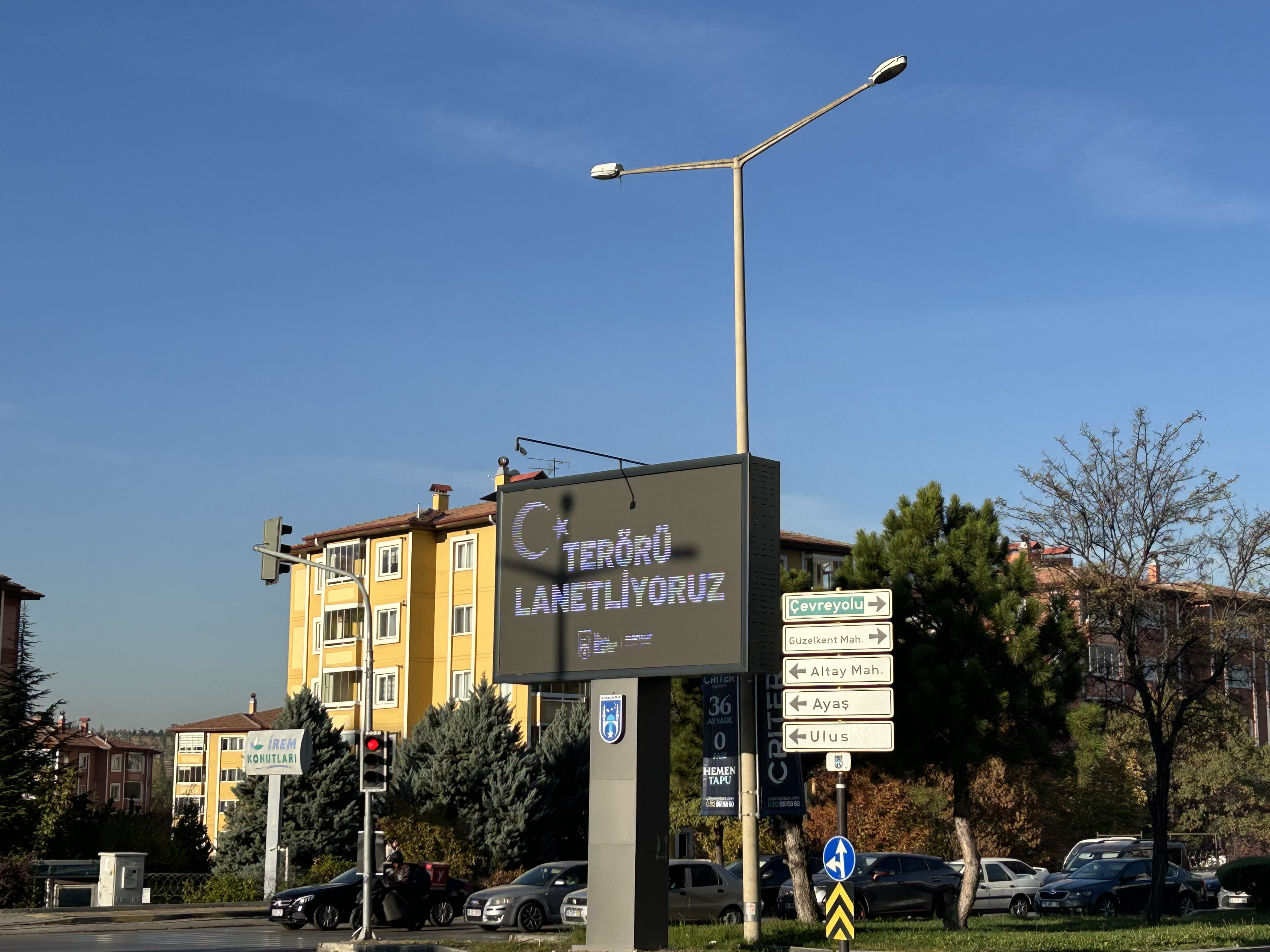
Билборд в Анкаре в надписью «Мы осуждаем терроризм»

Президент Турции Реджеп Тайип Эрдоган осудил теракт во время встречи с президентом России Владимиром Путиным на XVI саммите БРИКС в Казани. Путин также выразил свои соболезнования. Нападение осудили Германия, Греция, Азербайджан, Алжир, Венесуэла и Казахстан.
Генеральный секретарь НАТО Марк Рютте выразил солидарность с Турцией в связи с терактом. Осуждение было также выражено Европейским союзом и США.
В ответ на теракт ВВС Турции заявили, что нанесли удары по 47 позициям курдских военизированных повстанцев, в том числе по 29 на севере Ирака и 18 на севере Сирии. На севере Сирии атаками подверглись в основном объекты гражданской инфраструктуры Рожавы. На следующий день курдские Сирийские демократические силы заявили, что в результате ударов погибли 12 мирных жителей и ещё 25 получили ранения. Курдское агентство «Фират» сообщило, что в результате ударов нарушилось электроснабжение в ряде населённых пунктов. По данным Сирийской обсерватории по правам человека, что за 3 дня в результате турецких воздушных атак погибли 17 мирных курдских жителей в Сирии. 